# Elezioni parlamentari in Russia del 2007
Le elezioni parlamentari in Russia del 2007 si tennero il 2 dicembre per il rinnovo della Duma di Stato, la camera bassa dell'Assemblea federale.
I risultati mostrano una tendenza pari a quella delle elezioni precedenti. Il partito centrista al governo, Russia Unita, il Partito Comunista della Federazione Russa e il Partito Liberal-Democratico di Russia hanno superato la barriera del 7%, e i socialisti moderati di Russia Giusta hanno preso il posto di Rodina, assorbendo molti dei suoi membri e gran parte del suo elettorato. Russia Unita ha mantenuto la sua posizione al comando, ottenendo ancora una supermaggioranza di più dei 2/3 dei seggi, il che gli dà l'opportunità di poter modificare la Costituzione.
Secondo i risultati ufficiali, l'affluenza in Cecenia è stata del 99,5%, di cui il 99,36% sono andati a favore di Russia Unita (l'affluenza complessiva in Russia è stata del 64% e solo più del 64% dei voti sono andati a Russia Unita); il leader ceceno Ramzan Kadyrov aveva pubblicamente promesso di consegnare il 100 percento dei voti della sua repubblica a Putin.).

## Contesto

### Liste concorrenti
Secondo i dati forniti dalla Rosregistracija ("Ufficio di Registrazione Federale"), 15 partiti hanno soddisfatto i criteri per poter prendere parte alle elezioni.. Essi sono:
- Demokratičeskaja partija Rossii (Partito Democratico di Russia)
- Edinaja Rossija (Russia Unita)
- Mira i Edinstvo (Pace e Unità)
- Kommunističeskaja partija Rossijskoj federacii (Partito Comunista della Federazione Russa)
- Sojuz Pravych Sil (Unione delle Forze di Destra)
- Liberal'no-demokratičeskaja partija Rossii (Partito Liberal-Democratico di Russia)
- Rossijskaja ob"edinennaja demokratičeskaja partija "Jabloko" (Partito Democratico Unificato Russo "Mela")
- Patrioty Rossii (Patrioti di Russia)
- Rossijskaja ekologičeskaja partija "Zelenye" (Partito Ecologista Russo «I Verdi»)
- Agrarnaja partija Rossii (Partito Agrario di Russia)
- Narodnij Sojuz (Unione Popolare)
- Graždanskaja Sila (Forza Civile)
- Partija sozial'noj spravedlivosti (Partito della Giustizia Sociale)
- Partija Vozroždenija Rossii (Partito della Rinascita della Russia)
- Spravedlivaja Rossija: rodina/pensionery/žisn' (Russia Giusta: patria/pensionati/vita)

### Sistema di voto
L'elezione del 2007 si è svolta con il sistema proporzionale adottato con una legge del 2005 su iniziativa del Presidente Vladimir Putin, che mira al rafforzamento del sistema politico russo ed alla riduzione dei partiti rappresentati. Nelle precedenti elezioni, metà dei seggi furono assegnati con il sistema proporzionale, la metà con il sistema maggioritario uninominale.
Nel 2007, i 225 distretti a singolo membro sono stati aboliti. Nelle elezioni del 2003, 100 di questi seggi furono vinti da indipendenti o candidati di partiti minori. Tutti i seggi saranno assegnati con rappresentanza proporzionale. La soglia per l'accesso al Parlamento è stata innalzata dal 5% al 7%; nel 2003, quattro partiti andarono oltre il 7% dei voti e conquistarono il 70,7% della Duma.
Solo i partiti registrati ufficialmente, per legge, possono competere alle elezioni, e i partiti registrati non possono formare una coalizione per sommare i propri voti (e così aggirare la soglia del 7%); i partiti nella Duma devono rappresentare almeno il 60% dei cittadini partecipanti al voto.. I seggi alla Duma sono assegnati alle persone facenti parte delle liste a seconda della posizione nella lista stessa. Ogni membro che si dimette dal partito, rinuncia automaticamente al seggio.
In Cecenia, nello stesso giorno, si è tenuto un referendum costituzionale.

## Risultati
| Liste                                     | Voti       | %     | Seggi |
| ----------------------------------------- | ---------- | ----- | ----- |
| Russia Unita                              | 44.714.241 | 64,30 | 315   |
| Partito Comunista della Federazione Russa | 8.046.886  | 11,57 | 57    |
| Partito Liberal-Democratico di Russia     | 5.660.823  | 8,14  | 40    |
| Russia Giusta                             | 5.383.639  | 7,74  | 38    |
| Partito Agrario di Russia                 | 1.600.234  | 2,30  | -     |
| Partito Democratico "Jabloko"             | 1.108.985  | 1,59  | -     |
| Forza Civile                              | 733.604    | 1,05  | -     |
| Unione delle Forze di Destra              | 669.444    | 0,96  | -     |
| Patrioti di Russia                        | 615.417    | 0,89  | -     |
| Partito della Giustizia Sociale           | 154.083    | 0,22  | -     |
| Partito Democratico di Russia             | 89.780     | 0,13  | -     |
| Totale                                    | 69.537.065 | 100   | 450   |

## Controversie
Secondo un giudizio comune dell'Organizzazione per la sicurezza e la cooperazione in Europa e del Consiglio d'Europa, le elezioni del 2 dicembre "non sono state libere e non hanno mostrato gli elementi tipici delle elezioni democratiche stabiliti dall'OSCE e dal Consiglio d'Europa". Secondo il giudizio, "In generale, le elezioni sono state ben organizzate e gli osservatori hanno notato miglioramenti tecnici significativi. Tuttavia, le modifiche hanno avuto luogo in un'atmosfera che ha gravemente limitato la competizione politica con frequenti abuso di risorse amministrative, utilizzo dei media in favore al partito al governo, e un mancato pluralismo politico. Non vi è stato un territorio di scontro vero e proprio in Russia nel 2007."
Secondo l'agenzia russa RIA Novosti, "Igor Borisov della Commissione Elettorale Centrale della Russia, ha affermato che l'OSCE e il Consiglio d'Europa hanno formulato giudizi senza basi e che la commissione non ha ricevuto alcun rapporto ufficiale da tali organizzazioni."
Come capo della missione PACE, Luc Van den Brande ha affermato a una conferenza tenutasi a Mosca il 3 dicembre che le elezioni non sono state libere e democratiche, anche se nella preparazione del voto per la Duma si è assistito a momenti positivi. Il Cancelliere della Germania Angela Merkel ha fermamente criticato la mancanza di democrazia in Russia.